# Bundesstraße 513
Die Bundesstraßen 513 (Abkürzung: B 513) ist eine deutsche Bundesstraße in Nordrhein-Westfalen. Die 25,1 km lange Straße verbindet die Stadt Sassenberg im Kreis Warendorf mit der Kreisstadt Gütersloh im  gleichnamigen Kreis.
Die Bundesstraße 513 wurde zum 1. Januar 1967 eingerichtet.